# Осредек при Тршки Гори
Осредек при Тршки Гори (словен. Osredek pri Trški Gori) је насељено место у оопштини Кршко, Посавска регија, Словенија.

## Историја
До територијалне реорганизације у Словенији био је у саставу старе општине Кршко.

## Становништво
У попису становништва из 2011. године, Осредек при Тршки Гори је имао 41 становника.
| Број становника према пописима | Број становника према пописима | Број становника према пописима |
| ------------------------------ | ------------------------------ | ------------------------------ |
| 1991                           | 2002                           | 2011                           |
| 21                             | 23                             | 41                             |

Напомена: До 1955. исказивано под именом Осредек.